# Berezań (wyspa)
Berezań (ukr. Березань) – niewielka niezamieszkana wyspa w północno-zachodniej części Morza Czarnego, na Ukrainie, u wejścia do Limanu Dniepru, ok. 13 km na zachód od Oczakowa. Ma ok. 900 m długości, na północy osiąga szerokość ok. 400 m i zwęża się w kierunku południowym do ok. 200 m. Jej wysokość wzrasta z północy na południe, sięgając 21 m n.p.m. Wyspę otaczają strome klify z porowatego wapienia, u podstawy których występują gdzieniegdzie wąskie plaże piaszczyste. Berezań wchodzi w skład Narodowego Rezerwatu Historyczno-Archeologicznego „Olwija”.
W starożytności obszar dzisiejszej wyspy nosił nazwę Borysthenes (gr. klas. Βορυσθένης, Borysthénēs) i był pierwszym miejscem u północnych wybrzeży Morza Czarnego, gdzie w latach 647-646 p.n.e. koloniści z Miletu założyli faktorię handlową. Jak wskazują źródła geograficzne i geologiczne, w chwili osiedlenia się Greków Borysthenes był półwyspem. Największy rozkwit osady przypadł na VI i V wiek p.n.e. Po wejściu do chory olbijskiej (rozległe wiejskie posiadłości należące do polis Olbii) w V wieku p.n.e. zaczęła stopniowo tracić na znaczeniu. Grecka osada istniała do II wieku p.n.e.; potem osadnictwo na wyspie zanikło, by ponownie pojawić się w I wieku n.e. Być może był to okres, w którym półwysep przekształcił się w wyspę. Ostatnie ślady osadnictwa antycznego datowane są na III wiek n.e. Od X do XII wieku na wyspie mieściła się osada słowiańska. Berezań leżał na szlaku „od Waregów do Greków” prowadzącym ze Skandynawii do Konstantynopola, w 1905 roku odkryty został datowany na XI wiek kamień runiczny, będący pamiątką po podróżujących tędy wikingach. Na początku lat 80. XVIII wieku Turcy wznieśli w południowej części wyspy fortyfikacje, które zostały następnie zajęte w 1788 roku przez Kozaków czarnomorskich w służbie Imperium Rosyjskiego. Rosyjski garnizon stacjonował na Berezaniu do 1825 roku.  
6/19 marca 1906 r. na Berezaniu rozstrzelano czterech przywódców buntu w Sewastopolu i we Flocie Czarnomorskiej, kapitana II rangi Piotra Szmidta oraz marynarzy Nikitę Antonienkę, Siergieja Czastnika i Aleksandra Gładkowa. W 1968 r. na wyspie wzniesiono pomnik upamiętniający ich śmierć.  
W 1910 roku władze rosyjskie zadecydowały o budowie umocnień w północnej części wyspy, w miejscu starożytnego osadnictwa, co spotkało się z protestami środowiska naukowego. Prace budowlane zostały przerwane po wybuchu I wojny światowej.
Począwszy od XIX wieku Berezań jest obiektem zainteresowań archeologów. Pierwsze badania na wyspie przeprowadził Heinrich Köhler na początku XIX wieku. W 1847 roku Aleksiej Uwarow sporządził pierwszy plan wyspy, na którym oznaczył kilka pozostałości budynków i nasypów kurhanowych. W 1884 roku próbne wykopaliska prowadził Romuł Prendel. W latach 1900–1901 badania prowadził Gieorgij Skadowski, w 1902 roku – Wasilij Łatyszew, a w latach 1904-1909 i w 1913 roku – Ernst von Stern. Kolejny etap prac archeologicznych rozpoczął się w 1960 roku, kiedy wykopaliska rozpoczęła ekspedycja Instytutu Archeologii Akademii Nauk Ukraińskiej Socjalistycznej Republiki Radzieckiej (W. Łapin, S. Mazarati, W. Krutiłow, O. Smirnow). Rok później równoległe prace rozpoczęła ekspedycja z Ermitażu (K. Gorbunowa, L. Kopiejkina, J. Domanski, S. Sołowjow, D. Czistow). Podczas prac na Berezaniu odkryto ok. 800 grobów. Znaleziono pozostałości mieszkań, barwną grecką ceramikę i inskrypcje poświęcone Achillesowi Pontarchowi. Odnaleziono również zabytki pochodzące z okresu rzymskiego: skorupy ceramiczne, przedmioty z brązu i ze szkła, monety. Z okresu istnienia osady słowiańskiej pochodzą ziemianki, piece, naczynia, szklane bransolety i broń żelazna.